# 里蒂帕塔山
14°37′11″S 69°21′34″W / 14.61972°S 69.35944°W
里蒂帕塔山（Ritipata），是秘魯的山峰，位於該國東南部普諾大區的聖安東尼奧德普蒂納省，屬於安第斯山脈中阿波洛班巴山脈的一部分，處於維拉科塔山東南面和查皮山西北面，海拔高度5,350米。